# Óscar Estupiñán
Óscar Eduardo Estupiñán Vallesilla (ur. 29 grudnia 1996 w Cali) – kolumbijski piłkarz występujący na pozycji napastnika, reprezentant Kolumbii, od 2024 roku zawodnik meksykańskiego Juárez.